# سوني إنتراكتيف إنترتينمنت
سوني إنتراكتيف إنترتينمنت (بالإنجليزية: Sony Interactive Entertainment أو SIE) هي شركة ألعاب فيديو متعددة الجنسيات، وهي تابعة بالكامل لشركة سوني. تأسست الشركة في 16 نوفمبر 1993 في العاصمة اليابانية طوكيو تحت مسمى سوني كمبيوتر إنترتينمنت (بالإنجليزية: Sony Computer Entertainment Inc.)، وذلك قبل إطلاق مشغل ألعاب الفيديو بلاي ستيشن. تتولى البحث والتطوير والإنتاج والمبيعات سواء للأجهزة أوالبرمجيات للبلاي ستيشن، وتتألف من عدة فروع تغطي أكبر أسواق الشركة في أمريكا الشمالية وأوروبا وآسيا، ولديها 8000 موظفاً في أكثر من 50 بلداً، وفي سنة 2016 غُيِّرَ الاسم من قبل رئيس شركة استوديوهات سوني ليصبح تسمية سوني إنتراكتيف إنترتينمنت.
تتولى سوني إنتراكتيف إنترتينمنت تنفيذ عمليات البحث والتطوير والإنتاج والمبيعات لكل من المعدات والبرامج الخاصة بمشغلات ألعاب بلاي ستيشن، كما تعمل الشركة على تطوير ونشر ألعاب الفيديو، وتدير العديد من الشركات التابعة في أكبر الأسواق التي تنشط بها شركة سوني، وهي أمريكا الشمالية وأوروبا وآسيا. بحلول أغسطس 2018، باعت الشركة أكثر من 525 مليون مشغل بلاي ستيشن في جميع أنحاء العالم.

## وصلات خارجية
- الموقع الرسمي - صفحة الشرق الأوسط نسخة محفوظة 18 نوفمبر 2014 على موقع واي باك مشين.
- الموقع الرسمي لشركة سوني إنتراكتيف إنترتنمنت
- موقع استوديوهات شركات سوني العالمية